# Auliepterix
Auliepterix là một chi bướm đêm nguyên thủy nhỏ màu kim loại đã tuyệt chủng, thuộc họ Micropterigidae. Chi này có hai loài, Auliepterix mirabilis trong loạt Karabastau của thế Jura trên ở Kazakhstan (gần Aulye) và Auliepterix minima trong các đá tuổi Jura thượng-Creta hạ gần Khotont Somon ở Mông Cổ.